# Al-Muntar
Al-Muntar (arab. المنطار) – wieś w Syrii, w muhafazie Idlib. W 2004 roku liczyła 563 mieszkańców.